# Campeonato Amapaense de Futebol - Série B de 1991
O Campeonato Amapaense de Futebol - Série B de 1991 foi a 22ª edição da Segundona Amapaense, realizada em forma de um torneio seletivo para o Campeonato Amapaense de 1991, e teve o Cristal como o campeão.

## Equipes Participantes
| Equipe  | Cidade  | Títulos  |
| ------- | ------- | -------- |
| Cristal | Macapá  | 1 (1988) |
| Santana | Santana | 1 (1957) |

## A Partida
Para a partida decisiva contra Santana, a diretoria do Cristal comprou diversas garrafas de rum, que seriam oferecidas como "bicho" para os atletas em caso de classificação. O resultado do jogo é desconhecido, porém se sabe que o Cristal ganhou o torneio, já que a equipe participou do Campeonato Amapaense de 1991.

## Premiação
| Campeonato Amapaense de Futebol de 1991 Segunda Divisão Profissional |
| -------------------------------------------------------------------- |
| Cristal Campeão (2.º título)                                         |